# 小金溪 (育空)
小金溪（英語：Little Gold Creek）是一個連結阿拉斯加州與加拿大育空地區的邊界檢查站，該地區無居住人口。

## 外部連結
- Explore North （页面存档备份，存于）
- Little Gold Creek Port of Entry （页面存档备份，存于）